# Wierzbno (powiat ostrowski)
Wierzbno – wieś w Polsce położona w województwie wielkopolskim, w powiecie ostrowskim, w gminie Odolanów. Leży ok. 8 km na zachód od Ostrowa Wlkp., przy drodze powiatowej Odolanów-Raszków.
Znane od 1403 roku. Wieś królewska należała do starostwa odolanowskiego, pod koniec XVI wieku leżała w powiecie kaliskim województwa kaliskiego. Przed 1932 rokiem miejscowość położona była w powiecie odolanowskim, W latach 1975–1998 w województwie kaliskim, w latach 1932-1975 i od 1999 w powiecie ostrowskim.